# گویش‌های ایتالیایی

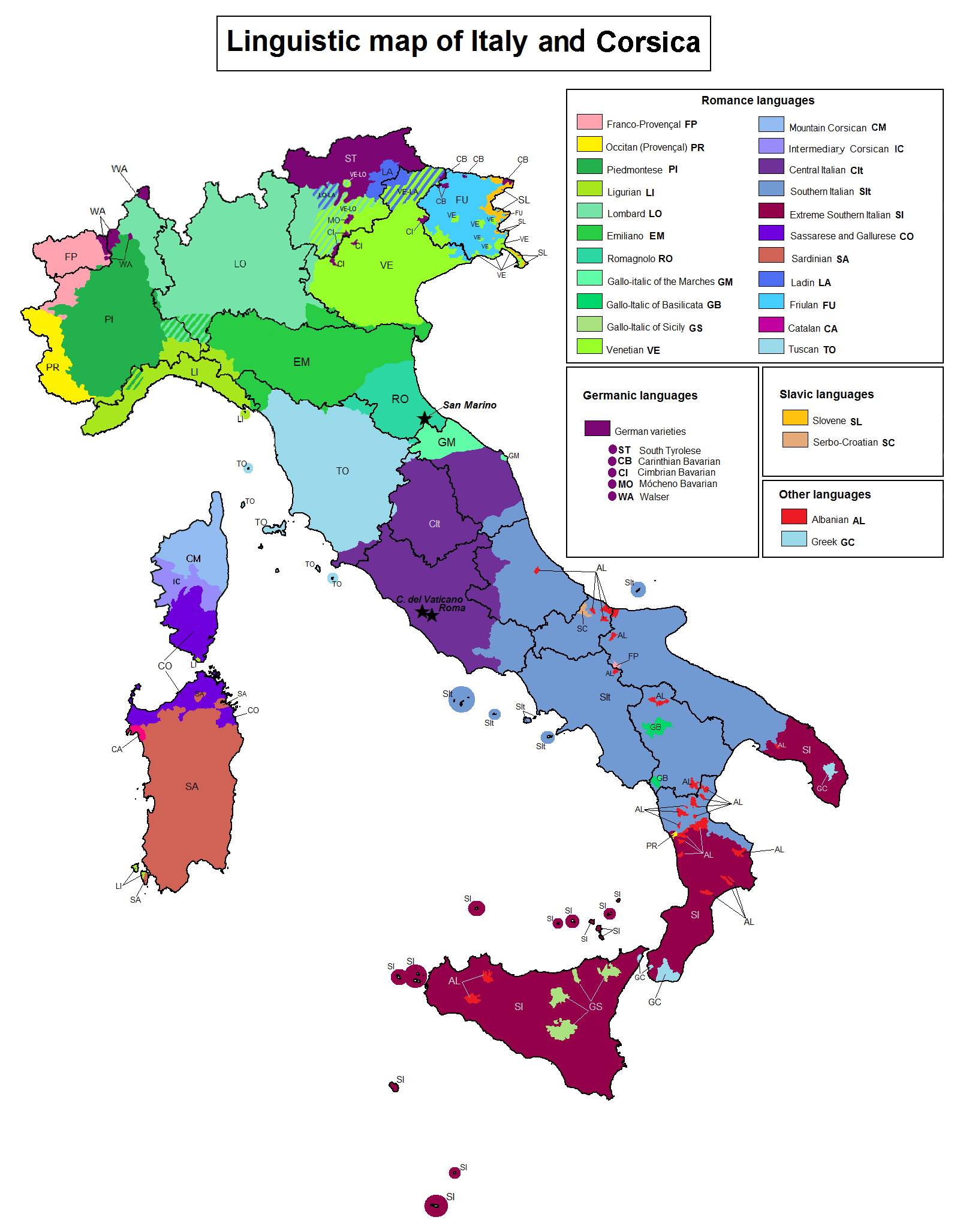
زبان‌ها و گویش‌های ایتالیا

گویش‌های زبان ایتالیایی بر اساس مناطق مختلف ایتالیا دسته‌بندی می‌شوند و بسیار مرسوم و مورد استفاده می‌باشند. تفاوت آنها به‌طور قابل ملاحظه‌ای در تلفظ و لغاتی که از لایه‌های زیرین زبان ایتالیایی استخراج شده‌اند، می‌باشد. با توجه به اینکه تاریخ زبان ایتالیایی صیقل‌یافته زبان فلورانس است گویش توسکانی و ایتالیا مرکزی نسبتاً از زبان ایتالیایی فاصله چندانی ندارند. باید به این نکته توجه کرد که محاوره سنتی توسکانی جزئی از مجموعه گویش‌های ایتالیایی است. بعضی از گویش‌های زبان ایتالیایی را باید به عنوان زبان مجزا که از زبان‌های رومی نشأت گرفته است، در نظر گرفت.